# Stauchung
Unter der Stauchung {\displaystyle \epsilon } versteht man eine relative Längenänderung (Verkürzung) eines durch Druckkräfte beanspruchten Körpers. Zwischen Stauchung und Dehnung gelten aufgrund der Gegensätze entsprechende Beziehungen mit umgekehrten Vorzeichen:
{\displaystyle \epsilon ={\frac {\Delta L}{L}}<0}
Durch Stauchen lassen sich Materialien in ihrer Form, Länge oder Dicke verändern. Hierbei behalten sie ihr ursprüngliches Volumen, vorausgesetzt das Material ist nicht porös.
Dies kann auch auf kaltem Wege erfolgen. Hierfür wurde ca. 1936 ein spezielles Werkzeug entwickelt, der Eckold Kraftformer. Hierbei kommen von unten und oben zwei geteilte Backen, zwischen denen das Blech festgeklemmt wird. Im nächsten Arbeitsschritt schieben die geteilten Backen in einer Querbewegung das Blech gegeneinander und bewirken so eine Stauchung desselben. Diese Kraftformer werden in der Luftfahrt- und Autoindustrie zum Herstellen von Blechformteilen, Spanten und Stringern aus Eisenblech und Aluminiumlegierungen verwendet.
Das Stauchverhältnis ist das Verhältnis der freien, d. h. nicht geführten, Länge eines Rohlings zu seinem Durchmesser. Ist das zulässige Stauchverhältnis überschritten, so besteht während des Stauchvorgangs Knickgefahr.